# Elena Dan
Elena Burlacu Dan, conosciuta anche come Nina (1967 – 1996), è stata una cantante lirica rumena.

## Biografia
Elena Dan nacque in Adjud, Romania. Era la sorella minore del soprano Angela Gheorghiu. Come la sorella, studiò alla scuola di musica di Bucarest e quindi alla National University of Music Bucharest. Fece il suo debutto internazionale nell'opera di Donizetti L'elisir d'amore, all'Opéra National de Lyon, nel 1996, proprio insieme alla sorella. Elena interpretava Giannetta, mentre Angela era nei panni della protagonista Adina. L'opera fu registrata ed è disponibile sia in versione DVD che CD.
Angela ed Elena, erano, come ebbe modo di dire la sorella maggiore, "Inseparabili, come gemelle". Nel 1994 Angela descrisse la sorella in questo modo: "Era più bella di me, e una cantante molto migliore!"
Elena morì nel 1996, a causa di un incidente. Angela Gheorghiu commentò: "Era più di una sorella, per me... era solo un anno più giovane. Eravamo inseparabili, come gemelle, sebbene fosse bionda con gli occhi verdi. Era un'altra me. Ma, naturalmente, il peggio è per mia madre. È veramente un brutto colpo."
Elena Dan aveva sposato un medico, Andrei Dan, mentre studiava ancora al National University of Music in Bucharest. Nel 1990, nacque la loro figlia, Ioana. Dopo la morte di Andrei, nel 2001, Ioana venne adottata da Angela Gheorghiu.

## Recordings
- Donizetti - L'Elisir d'Amore (Alagna, Gheorghiu, Scaltriti, Alaimo, Dan / Pido, Lyon Opera) CD - Opera Completa (Decca, 1997)
- Donizetti - L'Elisir d'Amore (Alagna, Gheorghiu, Scaltriti, Alaimo, Dan / Pido, Lyon Opera) DVD (Decca, 1997)
- Donizetti - L'Elisir d'Amore (Alagna, Gheorghiu, Scaltriti, Alaimo, Dan / Pido, Lyon Opera) DVD Special Edition with Highlights CD (Decca, 2002)